# Bobby Farrell
Bobby Farrell (uradno Roberto Alfonso Farrell), arubski pevec, * 6. oktober 1949, San Nicolaas, Aruba, † 30. december 2010, Sankt Peterburg, Ruska federacija.
Znan je predvsem kot član glasbene zasedbe Boney M.